# Mihăiești (okręg Hunedoara)
Mihăiești – wieś w Rumunii, w okręgu Hunedoara, w gminie Dobra. W 2011 roku liczyła 284 mieszkańców.